# Свастика (кривая)

Свастика

Сва́стика — плоская кривая четвёртой степени, задаваемая в декартовой системе координат уравнением:
{\displaystyle y^{4}-x^{4}=xy}.
Уравнение в полярных координатах:
{\displaystyle r^{2}={\frac {\sin(\theta )\cos(\theta )}{\sin ^{4}(\theta )-\cos ^{4}(\theta )}}=-{\frac {\tan(2\theta )}{2}}}.
По начертанию походит на правостороннюю свастику, в связи с чем получила наименование (1961, Канди и Роллетт). Обратная функция даёт левостороннюю свастику, её уравнение в прямоугольной системе координат:
{\displaystyle x^{4}-y^{4}=xy}.